# Càl·lies I
Càl·lies I o Càl·lias I（en llatí: Callias, en grec antic: Καλλίας) era fill de Fènip i membre de la família dels Càl·lies-Hipònic, probablement nebot d'Hipònic I.
Heròdot diu d'ell que era opositor de Pisístrat. Cada vegada que el tirà va ser expulsat d'Atenes, Càl·lies era l'únic que s'atrevia a comprar les seves propietats. Va dedicar molts diners a la cria de cavalls i va obtenir triomfs als jocs olímpics l'any 564 aC i als jocs pitis. Va dotar esplèndidament a les seves filles quan es van casar, i, segons el costum àtic, elles van triar els seus marits.